# Вітао
Вітор Едуардо да Сілва Матос (порт. Vitor Eduardo da Silva Matos; відомий як Вітао, порт. Vitão нар. 2 лютого 2000, Жакарезінью, Парана, Бразилія) — бразильський футболіст, захисник українського клубу «Шахтар» (Донецьк), який грає на правах оренди за бразильський клуб  «Інтернасьйонал». Грав за молодіжну збірну Бразилії.

## Клубна кар'єра
Народився 2 лютого 2000 року в місті Жакарезінью. У дорослому футболі дебютував 2019 року в команді клубу «Палмейрас», у матчі Ліги Пауліста проти «Понте-Прета».
До клубу «Шахтар» (Донецьк) приєднався 2 вересня 2019 року, підписавши 5-річний контракт.
З 9 квітня 2022 року грає на правах оренди за бразильський клуб  «Інтернасьйонал».

## Виступи за збірні
2017 року дебютував у складі юнацької збірної Бразилії (U-17), загалом на юнацькому рівні взяв участь у 15 іграх.
У 2019 році залучався до складу молодіжної збірної Бразилії U-20, за яку зіграв у 9 матчах.

## Статистика виступів
Статистичні дані наведено станом на 1 квітня 2022 року
| Команда               | Сезон                 | Чемпіонат             | Чемпіонат | Чемпіонат | Кубок країни | Кубок країни | Кубок країни | Континентальні кубки | Континентальні кубки | Континентальні кубки | Інші змагання | Інші змагання | Інші змагання | Усього | Усього |
| Команда               | Сезон                 | Ліга                  | Ігор      | Голів     | Ліга         | Ігор         | Голів        | Ліга                 | Ігор                 | Голів                | Ліга          | Ігор          | Голів         | Ігор   | Голів  |
| --------------------- | --------------------- | --------------------- | --------- | --------- | ------------ | ------------ | ------------ | -------------------- | -------------------- | -------------------- | ------------- | ------------- | ------------- | ------ | ------ |
| «Палмейрас»           | 2019                  | СА                    | 0         | 0         | КБ           | 0            | 0            | —                    | —                    | —                    | ЛП            | 1             | 0             | 1      | 0      |
| Всього за «Палмейрас» | Всього за «Палмейрас» | Всього за «Палмейрас» | 49        | 0         | —            | 2            | 0            | —                    | 2                    | 0                    | —             | 1             | 0             | 54     | 0      |
| «Шахтар»              | 2019/2020             | УПЛ                   | 4         | 0         | КУ           | 0            | 0            | ЛЧ+ЛЄ                | 0                    | 0                    | СКУ           | 0             | 0             | 4      | 0      |
| «Шахтар»              | 2020/2021             | УПЛ                   | 10        | 0         | КУ           | 0            | 0            | ЛЧ+ЛЄ                | 3+4                  | 0                    | СКУ           | 0             | 0             | 17     | 0      |
| «Шахтар»              | 2021/2022             | УПЛ                   | 9         | 0         | КУ           | 1            | 0            | ЛЧ                   | 5                    | 0                    | СКУ           | 0             | 0             | 15     | 0      |
| Всього за «Шахтар»    | Всього за «Шахтар»    | Всього за «Шахтар»    | 23        | 0         | —            | 1            | 0            | —                    | 12                   | 0                    | —             | 0             | 0             | 36     | 0      |
| Всього за кар'єру     | Всього за кар'єру     | Всього за кар'єру     | 23        | 0         | —            | 1            | 0            | —                    | 12                   | 0                    | —             | 1             | 0             | 37     | 0      |

## Титули і досягнення
«Палмейрас»
- Чемпіон Бразилії (1): 2018

 «Шахтар»
- Чемпіон України (1): 2019/20
- Володар Суперкубка України (1): 2021

 Бразилія
- Чемпіон Південної Америки (U-17): 2017
- Чемпіон Південної Америки (U-15): 2015